# Köf III
Köf III – niemiecka lokomotywa spalinowa produkowana w latach 1959-1978 dla kolei zachodnioniemieckich. Wyprodukowano 573 lokomotywy. Spalinowozy produkowano prowadzenia pociągów towarowych na niezelektryfikowanych liniach kolejowych. Były malowane na charakterystyczny kolor niebieski. Lokomotywy były eksploatowane do manewrowania wagonów towarowych. Niektóre lokomotywy były eksploatowane przez zakłady przemysłowe. Jedna lokomotywa jest zachowana jako czynny eksponat zabytkowy.